# 夏のmemory
『夏のmemory』（なつのメモリー）は、小湊よつ葉の楽曲。小湊よつ葉名義で6曲目の楽曲であり、音楽レーベル・SOD recordsとして8曲目の配信シングルとして、2024年7月31日に配信される。

## 概要
小湊よつ葉デビュー2周年記念楽曲として制作された配信シングル。小湊の「季節の歌が歌いたい」という要望もあり、周年を迎える7月に合わせ夏の楽曲として制作された。小湊がパーソナリティを務める渋谷クロスFM『SODの土曜のお昼からごめんなさい』2024年6月1日配信分でワンコーラス分が初披露された。同年7月31日にYouTube Mushicほか各DSPより配信開始。
2022年の『空』以来となるミュージックビデオも制作されており、2024年8月2日付けiTunesミュージックビデオランキング3位。ミュージックビデオ監督は井上ジャパン、Nonoka Morikawa。編集は井上ジャパン。小湊のほか友人役で愛乃あい菜、池脇澪、下平玲夏が出演。
夏の思い出を描くラブソングとなっており、Bhadra作曲によるノスタルジーを感じられるメロディーが特徴。小湊とBhadraによる共同作詞となっている。

## 収録曲
1. 夏のmemory
  - 作詞：小湊よつ葉、Bhadra/作曲：Bhadra[3][4]